# Iantarne (Iantarne), Krasnohvardiiske
Iantarne (în ucraineană Янтарне) este localitatea de reședință a comunei Iantarne din raionul Krasnohvardiiske, Republica Autonomă Crimeea, Ucraina.

## Demografie
Componența lingvistică a localității Iantarne
     Rusă (78,1%)
     Ucraineană (14,11%)
     Tătară crimeeană (6,57%)
     Alte limbi (0,58%)
Conform recensământului din 2001, majoritatea populației localității Iantarne era vorbitoare de rusă (78,1%), existând în minoritate și vorbitori de ucraineană (14,11%) și tătară crimeeană (6,57%).